# Federació Hongaresa de Futbol
La Federació Hongaresa de Futbol (en hongarès: Magyar Labdarúgó Szövetség, MLSZ) dirigeix el futbol a Hongria. És l'encarregada d'organitzar la lliga i la copa, així com la selecció de futbol d'Hongria. Té la seu a Budapest.